# Gryon (Zwitserland)
Gryon is een gemeente en plaats in het Zwitserse kanton Vaud, en maakt deel uit van het district Aigle.
Gryon telt 1124 inwoners.